# 花の恋人たち
『花の恋人たち』（はなのこいびとたち）は、1968年制作の日本映画。吉屋信子の「女の教室」を原作とする。齋藤武市の監督作品である。翌年には同じ日活製作でテレビドラマ化もされた。

## 映画

### キャスト
- 蠟山操：吉永小百合
- 轟有為子：十朱幸代
- 仁村藤穂：和泉雅子
- 細谷和子：伊藤るり子
- 伊吹万千子：山本陽子
- 羽生与志：浜川智子
- ホウ・エイ・ラヤ：斉藤チヤ子
- 吉岡忠男：浜田光夫
- 轟麟也：川口恒
- 弓削士郎：山内賢
- 伊吹一郎：舟木一夫
- 宇津木恵之助：岡崎二朗
- 轟つね：奈良岡朋子

### スタッフ
- 監督：齋藤武市
- 企画：坂上静翁
- 原作：吉屋信子 「女の教室」より
- 脚本：三木克巳、長谷川公之
- 撮影：山崎善弘
- 美術：坂口武玄
- 編集：近藤光雄
- 音楽：小杉太一郎
- 助監督：樋口頴一

## ドラマ
- 1968年、日活、MBS、毎週木曜21:00-21:30、全13回。引退する芦川いづみ最後のテレビドラマ出演となった。

### キャスト
- 黛ジュン
- 芦川いづみ
- 夏圭子
- 山本陽子
- 川口晶
- 和田浩治
- 長谷川明男
- 加藤治子